# Seznam najbolj prodajanih slovenskih glasbenih izvajalcev
Seznam najbolje prodajanih slovenskih glasbenih izvajalcev glede na skupno število vseh prodanih nosilcev zvoka, tako za posamezne izvajalce kot skupine. Sem so všteti so albumi, singli in kompilacije na kasetah, ploščah in zgoščenkah.

## Slovenski izvajalci

### Preko 1 milijon prodanih plošč
| Izvajalec               | Delovanje           | Žanr                     | Prodaja      | Ref         |
| ----------------------- | ------------------- | ------------------------ | ------------ | ----------- |
| Ansambel bratov Avsenik | 1953–1990           | narodno–zabavna          | 36 milijonov | [ 1 ]       |
| Lado Leskovar           | 1958–aktiven        | zabavna, šanson          | 7 milijonov  | [ 2 ]       |
| Ansambel Lojzeta Slaka  | 1964–2011           | narodno–zabavna          | 4 milijone   | [ 3 ] [ 4 ] |
| Laibach                 | 1980–aktivni        | industrialna             | 2 milijona   | [ 5 ]       |
| Helena Blagne           | 1986–aktivna        | zabavna                  | 2 milijona   | [ 6 ]       |
| Ansambel Henček         | 1965–2001           | narodno–zabavna          | 1 milijon    | [ 7 ]       |
| Branko Jovanović–Brendi | 1984–2011           | zabavna, narodno-zabavna | 1 milijon    | [ 8 ]       |
| Alpski kvintet          | 1966–aktivni        | narodno–zabavna          | 1 milijon    | [ 9 ]       |
| Moulin Rouge            | 1985–1991 1999–2006 | HI-NRG, Italo disco      | 1 milijon    |             |
| Marjan Smode            | 1982–aktivni        | zabavna                  | 1 milijon    |             |

### Preko 300 tisoč prodanih plošč
| Izvajalec     | Delovanje              | Žanr                     | Prodaja   | Ref    |
| ------------- | ---------------------- | ------------------------ | --------- | ------ |
| Agropop       | 1984–2000              | zabavna                  | 500 tisoč | [ 10 ] |
| Simona Weiss  | 1985–2004              | zabavna                  | 500 tisoč | [ 11 ] |
| Pop Design    | 1985–aktivni           | zabavna                  | 500 tisoč | [ 12 ] |
| Čudežna polja | 1972–2002 1972–aktivni | zabavna                  | 500 tisoč | [ 13 ] |
| Andrej Šifrer | 1971–aktiven           | zabavna                  | 500 tisoč | [ 14 ] |
| Čuki          | 1989–aktivni           | zabavna, narodno-zabavna | 300 tisoč | [ 15 ] |

## Najbolje prodajani slovenski albumi

### Preko 100 tisoč prodanih plošč
| Albumi                         | Izvajalec               | Leto | Prodaja      | Ref    |
| ------------------------------ | ----------------------- | ---- | ------------ | ------ |
| Goldene Klänge Aus Oberkrain   | Ansambel bratov Avsenik | 1970 | 10 milijonov | [ 16 ] |
| Največji uspehi vol. 1         | Hazard                  | 1981 | 200 tisoč    | [ 17 ] |
| Jožica, kje si bla             | Marjan Smode            | 1986 | 127 tisoč    | [ 18 ] |
| Čudežna polja III.             | Čudežna polja           | 1986 | 110 tisoč    | [ 19 ] |
| Za domovino z Agropopom naprej | Agropop                 | 1988 | 110 tisoč    | [ 10 ] |

     Najbolj prodajan album vseh časov na ozemlju Slovenije. Tako med domačimi kot tujimi.